# 密西西比公司
密西西比公司（法語：Compagnie du Mississippi）是一間18世紀時的法國公司，它當時主要目的是在隸屬於法國的北美地區密西西比河流域，從事貿易和開發等等的商業活動，該公司的經營狀況極差，但是股價卻暴漲到發行價格的40倍以上，是近代三大泡沫經濟事件之一，因為同年英國也發生南海事件，這次泡沫在經濟史上具有一定意義。

## 历史
1717年8月，由當時身兼法國總審計長的商人約翰·羅買下，當時法國政府承諾給他25年的壟斷經營權。密西西比公司先後以其雄厚的財力，發展出了法蘭西東印度公司和法蘭西銀行。在這段時間之內，該公司的股票由500里弗尔漲到15000里弗尔。但是在1720年夏天時，投資人對這間公司的信心大減，結果一年之內股票價格跌回500里弗尔。